# Puck Building
El Puck Building es un edificio histórico ubicado en Nueva York, Nueva York. El Edificio Puck se encuentra inscrito como un Hito Histórico Neoyorquino en la Comisión para la Preservación de Monumentos Históricos de Nueva York al igual que en el Registro Nacional de Lugares Históricos desde el 21 de julio de 1983.  

## Ubicación
El Edificio Puck se encuentra dentro del condado de Nueva York en las coordenadas 40°43′28″N 73°59′46″O / 40.724444, -73.996111.

## Descripción
Este ejemplo de arquitectura neorrománica, concebido por Albert y Herman Wagner, fue construido en 1885 y conoció una ampliación en 1893. Sobre la fachada del edificio están representadas dos figuras doradas del personaje de Shakespeare, Puck.
El edificio albergaba originalmente el servicio de impresión de la Puck Magazine que detuvo su publicación en 1918. Contiene desde entonces espacios de oficinas, así como salas de baile para grandes eventos. En los años 1980, el edificio se convierte en la sede de Spy Magazine, después alberga, a comienzos del siglo XXI, el Manhattan Center of Pratt Institute. Desde el 2004, sirve de anfitrión a la Wagner Graduate School of Public Service de la New York University.
La fachada del edificio aparece muy a menudo en la serie estadounidense Will & Grace, ya que acoge el despacho donde trabaja Grace Adler (interpretada por Debra Messing).

## Galería

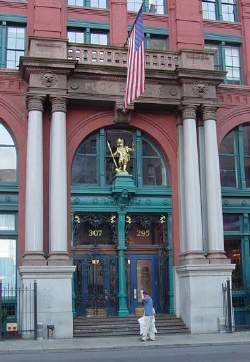
Vista de la entrada
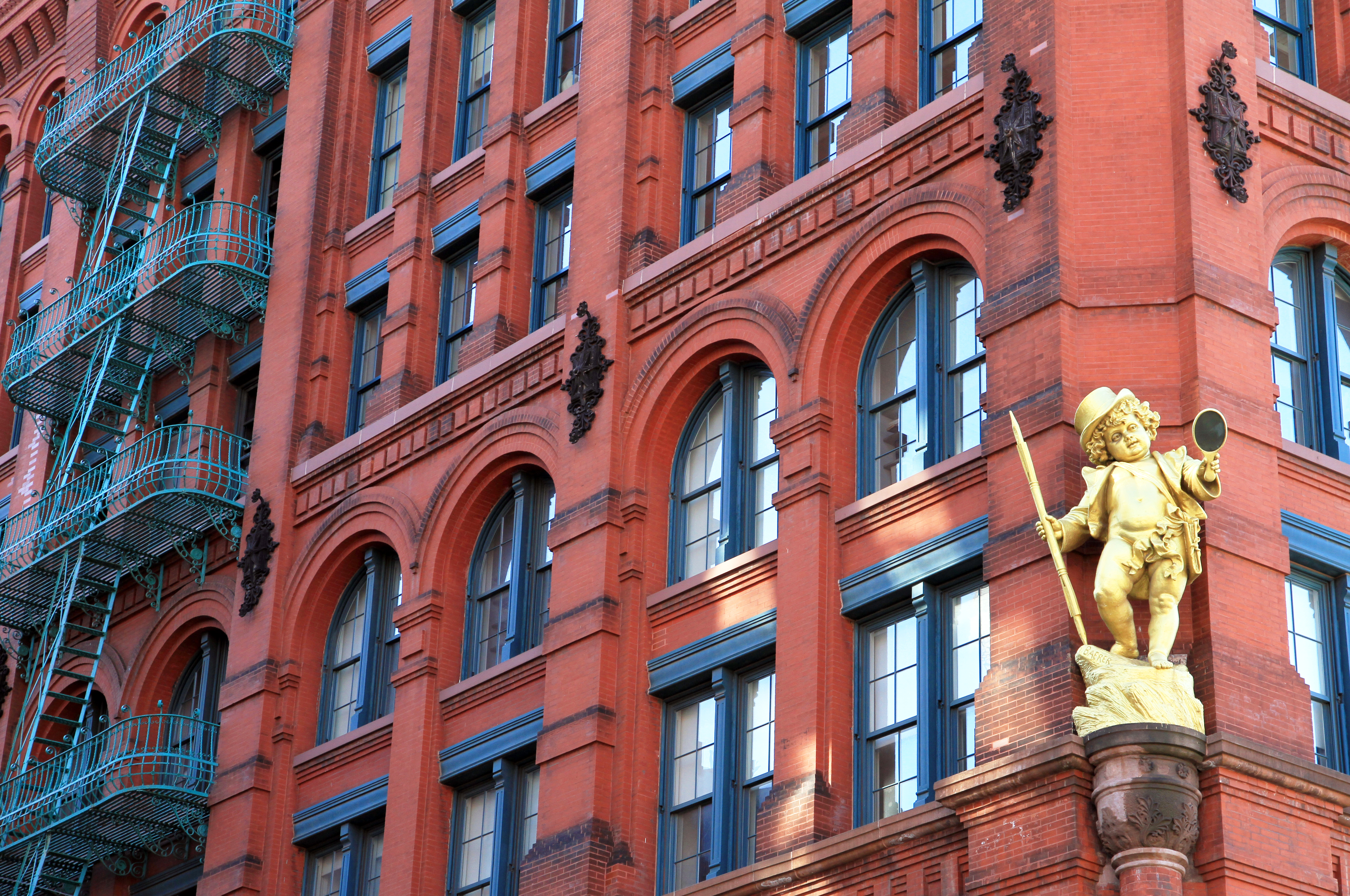
Puck, personaje de Shakespeare